# Temnadenia violacea
Temnadenia violacea är en oleanderväxtart som först beskrevs av Vell., och fick sitt nu gällande namn av John Miers. Temnadenia violacea ingår i släktet Temnadenia och familjen oleanderväxter. Inga underarter finns listade i Catalogue of Life.